# Luc Coadou
Luc Coadou est un chanteur soliste français spécialisé dans le répertoire baroque pour voix de basse des XVIIe et XVIIIe siècles.

## Biographie
Luc Coadou est originaire de Dunkerque, où il a encore de la famille.
Après ses premières expériences de chant à la Manécanterie de Dunkerque « Les Rossignolets », Luc Coadou fait des études de chant au conservatoire de Lille où il reçoit la médaille d'or en 1986, avant de poursuivre sa formation auprès de René Jacobs et de Rachel Yakar au studio Versailles-Opéra,,.
Il enseigne au conservatoire de Caen de 1990 à 2000 puis au conservatoire de Toulon à partir de 2000.
Il a également une activité de chef de chœur et de chef d'orchestre et dirige l'Ensemble Instrumental de Toulon et du Var et l'ensemble vocal « Les Voix Animées ».

## Discographie sélective

### Avec La Chapelle Royale
- 1992 : Tragédie lyrique Armide de Jean-Baptiste Lully

### Avec Les Musiciens du Louvre
- 1994 : Tragédie lyrique Hippolyte et Aricie de Jean-Philippe Rameau

### Avec Le Concert Spirituel
- 1996 : Cantates La Mort d'Hercule et Poliphème de Louis-Nicolas Clérambault